# Trimeresurus phuketensis
Trimeresurus phuketensis là một loài rắn trong họ Rắn lục. Loài này được Sumontha Kunya, Pauwels,Nitikul & Punnadee mô tả khoa học đầu tiên năm 2011.